# Hold On Tight (Electric Light Orchestra)
Hold On Tight is een nummer van de Britse band Electric Light Orchestra uit 1981. Het is de eerste single van hun negende studioalbum Time.
"Hold On Tight" is een optimistisch lied dat gaat over doorzettingsvermogen. Halverwege het nummer wordt het eerste couplet nogmaals gezongen, maar dan in het Frans. Daarnaast is de plaat het eerste nummer waarin ELO geen strijkinstrumenten gebruikt. Het nummer leverde ELO wereldwijd een enorme hit op. Zo bereikte het de 4e positie in hun thuisland het Verenigd Koninkrijk. In de Nederlandse Top 40 kwam het een plekje lager, terwijl het in de Vlaamse Radio 2 Top 30 ook op de 4e plek terechtkwam.